# Piptomeris thesioides
Piptomeris thesioides là một loài thực vật có hoa trong họ Đậu. Loài này được (A. Cunn. ex Benth.) Greene miêu tả khoa học đầu tiên năm 1893.